# Fins voetbalelftal in 1981
Het Fins voetbalelftal speelde in totaal negen interlands in het jaar 1981, waaronder vijf wedstrijden in de kwalificatiereeks voor de WK-eindronde 1982 in Spanje. De nationale selectie stond onder leiding van bondscoach Esko Malm, die na het laatste kwalificatieduel tegen West-Duitsland afzwaaide en werd vervangen door Martti Kuusela. Verdediger Aki Lahtinen kwam in alle negen duels in actie voor zijn vaderland, van de eerste tot en met de laatste minuut.

## Balans
| Wedstrijden | Wedstrijden | Wedstrijden | Wedstrijden | Doelpunten | Doelpunten | Doelpunten | Punten |
| Gespeeld    | Winst       | Gelijk      | Verlies     | Voor       | Tegen      | Saldo      | Punten |
| ----------- | ----------- | ----------- | ----------- | ---------- | ---------- | ---------- | ------ |
| 9           | 3           | 0           | 6           | 10         | 26         | –16        | 0.667  |

## Interlands
|                                                    |                                       |       |                      |                                                                                |
| 1 maart Vriendschappelijk № 384 «onderlinge duels» | Finland                               | 2 – 1 | Zweden               | Lahden Suurhalli, Lahti Toeschouwers: 1.500 Scheidsrechter: Mauri Laakso (FIN) |
| 1 maart Vriendschappelijk № 384 «onderlinge duels» | Hannu Rajaniemi 5' Jukka Ikäläinen 6' |       | 21' Torbjörn Nilsson | Lahden Suurhalli, Lahti Toeschouwers: 1.500 Scheidsrechter: Mauri Laakso (FIN) |

|                                                 |                                                                                    |       |         |                                                                                        |
| 13 mei WK-kwalificatie № 386 «onderlinge duels» | Bulgarije                                                                          | 4 – 0 | Finland | Vasil Levski Stadion, Sofia Toeschouwers: 12.000 Scheidsrechter: Edvard Sostaric (YUG) |
| 13 mei WK-kwalificatie № 386 «onderlinge duels» | Georgi Slavkov 10' Georgi Slavkov 53' Kostadin Kostadinov 55' Tchavdar Zvetkov 90' |       |         | Vasil Levski Stadion, Sofia Toeschouwers: 12.000 Scheidsrechter: Edvard Sostaric (YUG) |

|                                                 |         |                                                                              |                |                                                                                      |
| 24 mei WK-kwalificatie № 387 «onderlinge duels» | Finland | 0 – 4                                                                        | West-Duitsland | Keskusurheilukenttä, Lahti Toeschouwers: 10.030 Scheidsrechter: John Carpenter (IRL) |
| 24 mei WK-kwalificatie № 387 «onderlinge duels» |         | 26' Hans-Peter Briegel 37' Klaus Fischer 40' Manfred Kaltz 80' Klaus Fischer |                | Keskusurheilukenttä, Lahti Toeschouwers: 10.030 Scheidsrechter: John Carpenter (IRL) |

|                                                            |                                                                                            |       |                |                                                                               |
| 17 juni WK-kwalificatie № 388 «onderlinge duels» 19:00 uur | Oostenrijk                                                                                 | 5 – 1 | Finland        | Linzer Stadion, Linz Toeschouwers: 27.500 Scheidsrechter: Alojzy Jarguz (POL) |
| 17 juni WK-kwalificatie № 388 «onderlinge duels» 19:00 uur | Herbert Prohaska 16' Herbert Prohaska 18' Hans Krankl 49' Kurt Welzl 56' Gernot Jurtin 65' |       | 71' Ari Valvee | Linzer Stadion, Linz Toeschouwers: 27.500 Scheidsrechter: Alojzy Jarguz (POL) |

|                                            |                                                       |       |                    |                                                                                   |
| 2 juli Nordic Cup № 389 «onderlinge duels» | Finland                                               | 3 – 1 | Noorwegen          | Olympiastadion, Helsinki Toeschouwers: 9.941 Scheidsrechter: Peer Frickmann (DEN) |
| 2 juli Nordic Cup № 389 «onderlinge duels» | Keijo Kousa 31' Hannu Rajaniemi 60' Hannu Turunen 61' |       | 47' Vidar Davidsen | Olympiastadion, Helsinki Toeschouwers: 9.941 Scheidsrechter: Peer Frickmann (DEN) |

|                                             |                           |       |         |                                                                              |
| 29 juli Nordic Cup № 390 «onderlinge duels» | Zweden                    | 1 – 0 | Finland | Örjans Vall, Halmstad Toeschouwers: 9.595 Scheidsrechter: Ole Amundsen (DEN) |
| 29 juli Nordic Cup № 390 «onderlinge duels» | Karl-Gunnar Bjørklund 16' |       |         | Örjans Vall, Halmstad Toeschouwers: 9.595 Scheidsrechter: Ole Amundsen (DEN) |

|                                                 |                |       |                                         |                                                                                |
| 12 augustus Nordic Cup № 391 «onderlinge duels» | Finland        | 1 – 2 | Denemarken                              | Ratina Stadion, Tampere Toeschouwers: 4.300 Scheidsrechter: Ulf Eriksson (SWE) |
| 12 augustus Nordic Cup № 391 «onderlinge duels» | Ari Valvee 17' |       | 27' John Lauridsen 84' Henrik Eigenbrod | Ratina Stadion, Tampere Toeschouwers: 4.300 Scheidsrechter: Ulf Eriksson (SWE) |

|                                                      |                                   |       |                           |                                                                                  |
| 2 september WK-kwalificatie № 392 «onderlinge duels» | Finland                           | 2 – 1 | Albanië                   | Kotkan Urheilukeskus, Kotka Toeschouwers: 6.830 Scheidsrechter: Ib Nielsen (DEN) |
| 2 september WK-kwalificatie № 392 «onderlinge duels» | Leo Houtsonen 61' Keijo Kousa 85' |       | 47' (pen.) Muhedin Targaj | Kotkan Urheilukeskus, Kotka Toeschouwers: 6.830 Scheidsrechter: Ib Nielsen (DEN) |

|                                                       | |       |                   |                                                                                |
| 23 september WK-kwalificatie № 393 «onderlinge duels» | West-Duitsland | 7 – 1 | Finland           | Ruhr Stadion, Bochum Toeschouwers: 46.000 Scheidsrechter: Norbert Rolles (LUX) |
| 23 september WK-kwalificatie № 393 «onderlinge duels» | Klaus Fischer 11' Karl-Heinz Rummenigge 42' Paul Breitner 54' Karl-Heinz Rummenigge 60' Paul Breitner 67' Karl-Heinz Rummenigge 72' Wolfgang Dremmler 83' |       | 41' Hannu Turunen | Ruhr Stadion, Bochum Toeschouwers: 46.000 Scheidsrechter: Norbert Rolles (LUX) |

## Statistieken
| Olli Isoaho       | 1956-03-02 | HJK Helsinki       | 5 | 0 | 0 | 14     | 0 |
| Olli Huttunen     | 1960-08-04 | FC Haka            | 4 | 0 | 0 | 7      | 0 |
| Verdediging       |            |                    |   |   |   |        |   |
| Aki Lahtinen      | 1958-10-31 | Notts County       | 9 | 0 | 0 |        |   |
| Reijo Vaittinen   | 1956-01-24 | MP Mikkeli         | 8 | 0 | 0 |        |   |
| Keijo Kousa       | 1959-07-27 | Kuusysi Lahti      | 7 | 0 | 2 | 7      | 2 |
| Esa Pekonen       | 1961-11-04 | Kuusysi Lahti      | 5 | 0 | 0 | 5      | 0 |
| Arto Tolsa        | 1945-08-09 | KTP Kotka          | 3 | 0 | 0 | 77     | 9 |
| Juha Helin        | 1954-01-04 | RoPS Rovaniemi     | 1 | 1 | 0 | 24     | 1 |
| Petteri Kupiainen | 1960-02-26 | KuPS Kuopio        | 1 | 0 | 0 |        |   |
| Kari Bergqvist    | 1957-04-04 | KTP Kotka          | 0 | 3 | 0 | 6      | 0 |
| Reima Kokko       | 1952-03-26 | HJK Helsinki       | 0 | 1 | 0 |        |   |
| Middenveld        |            |                    |   |   |   |        |   |
| Jukka Ikäläinen   | 1957-05-14 | Örgryte IS         | 8 | 0 | 1 | 11     | 1 |
| Juha Dahllund     | 1954-03-20 | HJK Helsinki       | 8 | 0 | 0 | 19     | 0 |
| Leo Houtsonen     | 1958-10-25 | KuPS Kuopio        | 7 | 1 | 1 | 24     | 1 |
| Hannu Turunen     | 1956-06-24 | Koparit Kuopio     | 5 | 1 | 2 |        |   |
| Peter Utriainen   | 1960-11-20 | Östers IF          | 5 | 0 | 0 |        |   |
| Pasi Jaakonsaari  | 1959-03-27 | HJK Helsinki       | 3 | 2 | 0 | 8      | 1 |
| Kari Virtanen     | 1958-09-15 | IFK Eskilstuna     | 3 | 2 | 0 |        |   |
| Jyrki Nieminen    | 1951-03-30 | AIK Solna          | 3 | 1 | 0 |        |   |
| Antti Ronkainen   | 1958-06-07 | Vasalunds IF       | 0 | 3 | 0 |        |   |
| Aanval            |            |                    |   |   |   |        |   |
| Seppo Pyykkö      | 1955-12-24 | Bayer Uerdingen    | 6 | 0 | 0 | 30\| 1 |   |
| Ari Valvee        | 1960-12-01 | FC Haka            | 4 | 1 | 2 | 8      | 3 |
| Hannu Rajaniemi   | 1953-09-15 | Sepsi-78 Seinäjoki | 3 | 1 | 2 |        |   |
| Atik Ismail       | 1957-01-05 | HJK Helsinki       | 1 | 1 | 0 | 14     | 6 |

Finse voetbalbond · A-internationals · Bondscoaches · Statistieken · Fins vrouwenelftal · Olympisch elftal · Finland U21 · Finland U20 · Finland U19 · Finland U18 · Finland U17 · Finland U16
1911 – 1919 ·
1920 – 1929 ·
1930 – 1939 ·
1940 – 1949 ·
1950 – 1959 ·
1960 – 1969 ·
1970 – 1979 ·
1980 – 1989 ·
1990 – 1999 ·
2000 – 2009 ·
2010 – 2019 ·
2020 − 2029
EK 2020
OS 1912 ·
OS 1936 ·
OS 1952 ·
OS 1980
1911 · 
1912 · 
1913 · 
1914 · 
1915 · 1916 · 1917 · 1918 · 
1919 · 
1920 · 
1921 · 
1922 · 
1923 · 
1924 · 
1925 · 
1926 · 
1927 · 
1928 · 
1929 · 
1930 · 
1931 · 
1932 · 
1933 · 
1934 · 
1935 · 
1936 · 
1937 · 
1938 · 
1939 · 
1940 · 
1941 · 
1942 · 
1943 · 
1944 · 
1945 · 
1946 · 
1947 · 
1948 · 
1949 · 
1950 · 
1952 · 
1952 · 
1953 · 
1954 · 
1955 · 
1956 · 
1957 · 
1958 · 
1959 · 
1960 · 
1961 · 
1962 · 
1963 · 
1964 · 
1965 · 
1966 · 
1967 · 
1968 · 
1969 · 
1970 · 
1971 · 
1972 · 
1973 · 
1974 · 
1975 · 
1976 · 
1977 · 
1978 · 
1979 · 
1980 · 
1981 · 
1982 · 
1983 · 
1984 · 
1985 · 
1986 · 
1987 · 
1988 · 
1989 · 
1990 · 
1991 · 
1992 · 
1993 · 
1994 · 
1995 · 
1996 · 
1997 · 
1998 · 
1999 · 
2000 · 
2001 · 
2002 · 
2003 · 
2004 · 
2005 · 
2006 · 
2007 · 
2008 · 
2009 · 
2010 · 
2011 · 
2012 · 
2013 · 
2014 · 
2015 · 
2016 · 
2017 · 
2018 ·
2019 ·
2020
Albanië ·
Algerije ·
Andorra ·
Armenië ·
Azerbeidzjan ·
Bahrein ·
Barbados ·
België ·
Bermuda ·
Bolivia ·
Bosnië en Herzegovina ·
Brazilië ·
Bulgarije ·
Canada ·
Chili ·
China ·
Colombia ·
Costa Rica ·
Cyprus ·
Denemarken ·
DDR ·
(West-)Duitsland ·
Ecuador ·
Egypte ·
Engeland ·
Estland ·
Faeröer ·
Frankrijk ·
Georgië ·
Griekenland ·
Honduras ·
Hongarije ·
Ierland ·
IJsland ·
India ·
Irak ·
Israël ·
Italië ·
Japan ·
Jemen ·
Joegoslavië ·
Jordanië ·
Kameroen ·
Kazachstan ·
Koeweit ·
Kosovo ·
Kroatië ·
Letland ·
Liechtenstein ·
Litouwen ·
Luxemburg ·
Maleisië ·
Malta ·
Marokko ·
Mexico ·
Moldavië ·
Montenegro ·
Nederland ·
Noord-Ierland ·
Noord-Korea ·
Noord-Macedonië ·
Noorwegen ·
Oekraïne · 
Oman ·
Oostenrijk ·
Peru ·
Polen ·
Portugal ·
Qatar ·
Roemenië ·
Rusland ·
San Marino ·
Saoedi-Arabië ·
Schotland ·
Servië ·
Servië en Montenegro ·
Singapore ·
Slovenië ·
Slowakije ·
Sovjet-Unie ·
Spanje ·
Thailand ·
Trinidad en Tobago ·
Tsjechië ·
Tsjecho-Slowakije ·
Tunesië ·
Turkije ·
Uruguay ·
Verenigde Arabische Emiraten ·
Verenigde Staten ·
Wales ·
Wit-Rusland ·
Zuid-Korea ·
Zweden ·
Zwitserland
België (2021) · 
Denemarken (2021) · 
Rusland (2021)